# Dětmar I. z Lichtenštejna
Dětmar (Jetmar) I. z Lichtenštejna zvaný "starší", pán z Rohrau (německy Ditmar I. von Liechtenstein nebo Ditmar der Ältere von Liechtenstein) byl rakouský šlechtic z rodu Lichtenštejnů, působící ve Štýrsku ve 12. století.

## Život
Narodil se jako syn Huga z Lichtenštejna, prvního člena rodu, který je písemně doložen. 
Dětmar byl ve službách štýrského markraběte Otakara III. Je uveden jako svědek v darovací listně v roce 1140 Günthera z Hohenwartu, kterou vydal na smrtelné posteli, aby odčinil vážnou vinu spáchanou na opatu Walfoldovi z Admontu. 

Románská bazilika Sekavského kláštera

Ve stejném roce lze jméno Dětmara z Lichtenštejna nalézt také na zakládací listině augustiniánského opatství Milostivé Panny Marie v Sekavě biskupa Adalrama z Valdeka. Původně se klášter nacházel v St. Marein bei Knittelfeld, přemístění fundace do oblasti sekavské náhorní plošiny bylo schváleno salcburským arcibiskupem Konrádem I. v roce 1142. 16. září 1164 vysvětil biskup Hartmann z Brixenu starší románský kostel z roku 1143. Dětmar je jmenován na několika dalších listinách tykjících se darů markraběte Otakara tomuto klášteru. Darovací listiny byly v letech 1172, 1173 a 1182 předány do Štýrského Hradce a Leobenu.
Jako svědek daru od Leutolda z Guttenbergu je pak ještě Dětmar z Lichtenštejna naposledy uveden na listinách z klášterů Admont a Lambach, u příležitosti výměny lenních pozemků freysinského kláštera s ženským klášterem Goeß. 